# Julia Cumming
 (décembre 2024).
Pour l’article homonyme, voir Cumming.
Julia Cumming, née le 16 janvier 1996 est une auteure-compositrice-interprète américaine qui est la chanteuse et bassiste du groupe Sunflower Bean basé à Brooklyn. Elle est aussi mannequin et a travaillé pour plusieurs designers renommés et est apparu dans des campagnes mondiales pour H&M et Diesel. Cumming est également un activiste politique et est active au sein de la Model Alliance (en). Elle a produit et réalisé une vidéo dans laquelle apparaissent ses collègues mannequins et encourageant les jeunes à devenir politiquement actifs.

## Jeunesse
Julia Rachel Harden Cumming est né à Manhattan d'Alec Cumming et de Cynthia Harden, qui, à l'époque, formaient un couple créatif ainsi qu'un couple conjugal - écrivant, interprétant et publiant des chansons dans le groupe de pop alternative Bite The Wax Godhead (1990-1998). Julia Cumming a grandi dans l' East Village, à Manhattan, a fréquenté les écoles publiques de New York et a fondé un groupe : Supercute! (en) avec ses amies du quartier June Lei et Rachel Trachtenburg (en) (des Trachtenburg Family Slideshow Players (en)) en 2009. Supercute! un mélange de bubblegum-girl-psychédélique-pop, a créé (selon les mots de Cumming) des « opéras rock au ukulélé » ; le groupe a duré jusqu'en 2013 avec Cumming et Trachtenburg comme noyau créatif. « It was almost an art project about not letting your age or being a girl stop you from trying anything. » (« C'était comme un projet artistique sur comment ne pas laisser notre âge et le fait que nous soyons des filles nous empêcher de tenter l'expérience. ») a déclaré Julia Cumming au New Musical Express en 2016. Julia Cumming et Rachel Trachtenburg ont également coanimé un talk-show (Pure Imagination, 2011-2013), sur le Progressive Radio Network, visant à encourager les autres adolescents à s'impliquer dans l'art et l'action politique.
En 2014, Julia Cumming a obtenu son diplôme d'étudiante en musique vocale à la Professional Performing Arts School (en). Elle fit ses débuts d'actrice dans le court métrage People Who Don't Know Me, et a donné des concerts solo avec du matériel musical original dans des clubs locaux. Elle a également fait un stage au Museum of Modern Art, où elle a organisé une exposition hors site sur l'art Instagram. C'est là qu'elle a rencontré le chorégraphe Dean Moss, qui lui a attribué un rôle principal dans sa pièce de danse Johnbrown, qui a fait ses débuts à The Kitchen le 16 octobre 2014,.

## Influences musicales
« Quand j'étais toute petite mes parents avaient une cassette VHS appellée « Glam Rock ». Il y avait environ 15 chansons de Gary Glitter, T. Rex et Alice Cooper, et je la regardais tous les jours jusqu'à ce qu'elle finisse par se casser. » Elle a déclaré que ses autres influences incluent The Beach Boys et Brian Wilson, The Beatles, Devo, Fat White Family, Carole King, The Kinks, Cate Le Bon, Mr Little Jeans, Joni Mitchell, Kate Nash, New York Dolls, Plastic Ono Band, Iggy Pop, The Sex Pistols, Tina Weymouth et Talking Heads, The Velvet Underground, The Waitresses et The Who,.

## Sunflower Bean

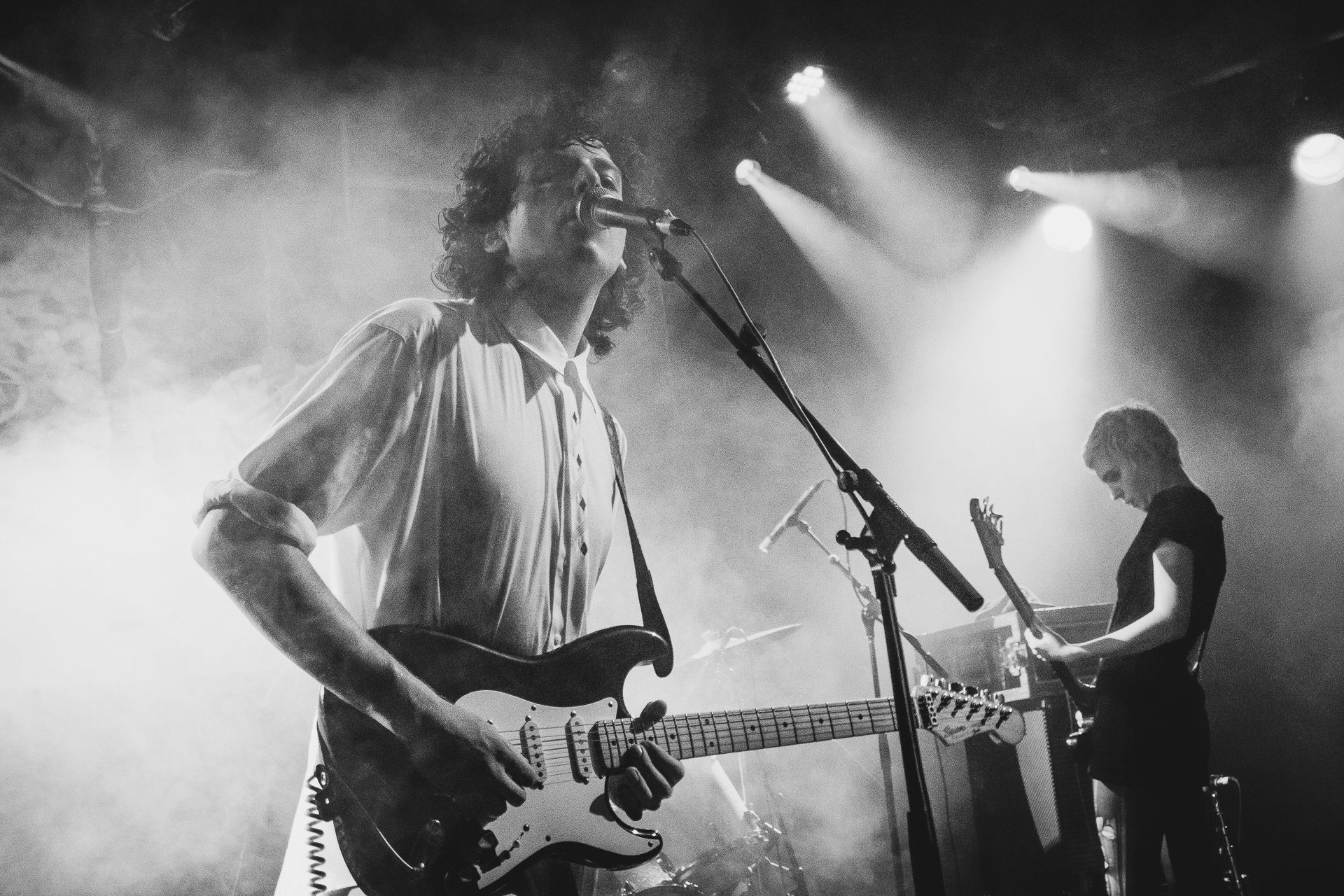
Nick Kivlen et Julia Cumming jouant dans le groupe Sunflower Bean.

En août 2013, Julia Cumming rejoint le guitariste Nick Kivlen et le batteur Olive Faber dans Sunflower Bean, un power trio initialement basé à Glen Head, New York, qui avait lancé un spin-off du groupe Turnip King. L'année suivante, le groupe déménage à Bushwick, Brooklyn et devient un élément de la scène « DIY » florissante de l'arrondissement, jouant plus de 80 concerts cette année là et gagnant le titre de « groupe le plus travailleur de New York en 2014 ». Le groupe apparait au CMJ Music Marathon 2014 et a reçu de bonnes critiques de la part de Bob Boilen de All Songs Considered et de Jon Pareles du New York Times, qui a écrit : « New York is still home to bands as varied as Sunflower Bean, whose music suggests what might have happened if psychedelia had emerged after punk and the Police rather than before. » (« New York est toujours la terre des groupes aussi variés que Sunflower Bean, dont la musique donne une idée de ce qui se serait passé si le mouvement psychédélique était apparu après le punk et the Police plûtot qu'avant. »).
Le groupe a enregistré son premier EP Show Me Your Seven Secrets (initialement auto-édité le 27 janvier 2015) et a été signé chez Fat Possum Records plus tard cette même année. L'album Human Ceremony est sorti le 5 février 2016, recueillant des critiques largement positives
Le premier single du deuxième album de Sunflower bean (en) "I Was a Fool" est arrivé dans la série "Songs We Love" de National Public Radio le 3 novembre 2017.
Twentytwo In Blue a été sorti le 3 mars 2018 par Mom + Pop Music (en) aux USA et par Lucky Number Music dans le reste du monde.
Elle a collaboré avec d'autres artistes et est apparue sur l'album The Ultra Vivid Lament de Manic Street Preachers en 2021.

## Carrière de mannequin
Bien que Julia Cumming ait été mannequin occasionnel dans Supercute! À l'époque, sa carrière dans la mode a été renforcée en février 2014, lorsqu'on lui a demandé de défiler pour la collection « Prêt-à-porter automne-hiver 2014 » d'Yves Saint Laurent à Paris. Le directeur artistique de Saint Laurent, Hedi Slimane, a signé avec la musicienne un contrat de mannequinat exclusif, l'utilisant dans trois campagnes et six défilés pour la marque ; Julia Cumming était fréquemment qualifiée de « muse d'Hedi Slimane » dans la presse de l'époque,.
Depuis, elle a posé pour Anna Sui, Elsa Schiaparelli, Max Mara, Rochas et Fausto Puglisi ; elle est apparue dans des campagnes pour H&M et Diesel, et a été vue sur la couverture du Harper's Bazaar Kazakhstan et dans plusieurs éditoriaux de mode, notamment dans des éditions internationales de Vogue (États-Unis, Royaume-Uni, France, Italie, Espagne, Brésil, Mexique, Australie, Japon). En mars 2017, Julia Cumming est apparue avec Madonna pour Vogue Allemagne, ainsi que dans le film et la série de photos « Her Story », sortis à l'occasion de la Journée internationale de la femme 2017.

## Activisme politique

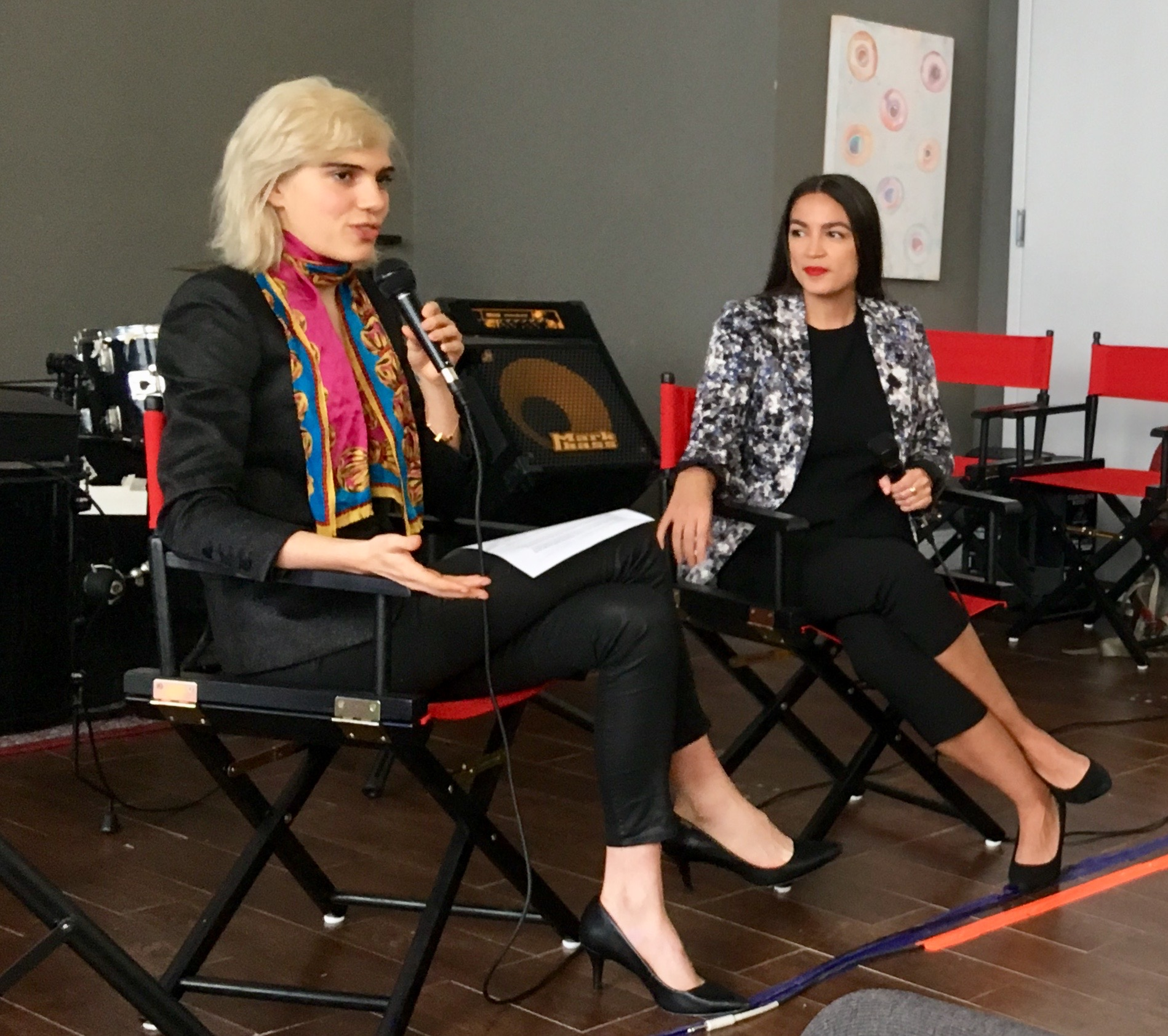
Julia Cumming interviewant Alexandria Ocasio-Cortez à un évenement "Anger Can Be Power".

En 2017, Julia Cumming fonde Anger Can Be Power, un projet qui « s'efforce d'invoquer l'esprit DIY pour inspirer les gens à intégrer l'engagement politique dans leur vie » ; elle a organisé plusieurs événements publics consacrés au thème des jeunes, en particulier des femmes, qui se lancent dans une action politique concrète. Cumming est également active au sein de la Model Alliance Elle a interviewé le chanteur irano-américain Rahill Jamalifard (de Habibi) sur ses expériences en tant que traducteur persan bénévole lors des manifestations contre l'interdiction de voyager de Donald Trump à l'aéroport international John F. Kennedy.